# Rondsel (tandwiel)

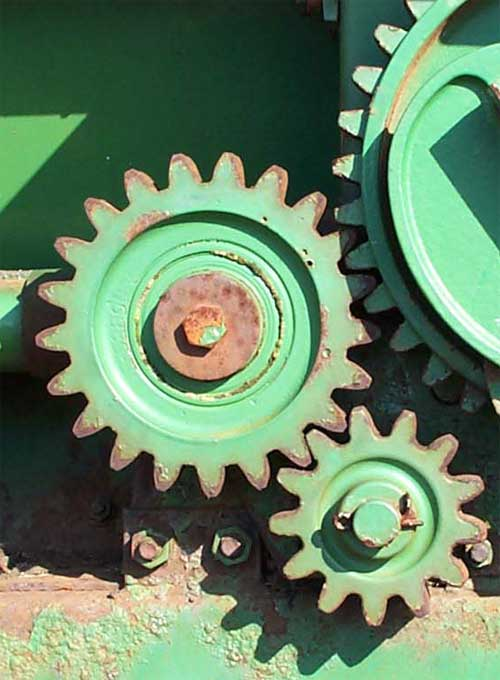
Een rondsel in een landbouwwerktuig

Een rondsel is een soort (klein) tandwiel met verschillende toepassingen, waaronder:
- op twee andere tandwielen aangrijpen, waardoor deze tandwielen in dezelfde draairichting draaien.
- een draaiende beweging omzetten in een lineaire beweging, zoals bij een tandheugel.
- op- en neergaande bewegingen van tandwielen ten opzichte van elkaar mogelijk maken, zoals in een molen.

Dit wordt bijvoorbeeld toegepast bij een trein. In de rails ligt een tandheugel waar de uiteinden van het rondsel in vallen om wegslippen te voorkomen.